# Nascar Grand National Series 1958
Nascar Grand National Series 1958 var den 10:e upplagan av den främsta divisionen av professionell stockcarracing i USA sanktionerad av National Association for Stock Car Auto Racing. Säsongen bestod av 51 race och inleddes redan 3 november 1957 på Champion Speedway i Fayetteville i North Carolina och avslutades på 26 oktober 1958 på Lakewood Speedway i Atlanta i Georgia.
Lee Petty vann serien i en Oldsmobile. Det var hans andra mästerskapstitel. Dom två framgångsrikaste bilmärkena var Chevrolet med 26 segrar och Ford med 16 segrar.

## Resultat
| Nr      | Datum        | Tävling                    | Bana                                                             | Pole            | Vinnare           | Konstruktör | Start | Rapport |
| ------- | ------------ | -------------------------- | ---------------------------------------------------------------- | --------------- | ----------------- | ----------- | ----- | ------- |
| 1       | 3 november   | Race 1                     | Champion Speedway, Fayetteville, North Carolina                  | Jack Smith      | Rex White         | Chevrolet   | 5     |         |
| 2       | 23 februari  | Race 2                     | Daytona Beach and Road Course, Daytona Beach, Florida            | Paul Goldsmith  | Paul Goldsmith    | Pontiac     | 1     |         |
| 3       | 2 mars       | Race 3                     | Concord Speedway, Concord, North Carolina                        | Speedy Thompson | Lee Petty         | Oldsmobile  | i.u.  |         |
| 4       | 15 mars      | Race 4                     | Champion Speedway, Fayetteville, North Carolina                  | Lee Petty       | Curtis Turner     | Ford        | i.u.  |         |
| 5       | 16 mars      | Race 5                     | Wilson Speedway, Wilson, North Carolina                          | Marvin Panch    | Lee Petty         | Oldsmobile  | 6     |         |
| 6       | 23 mars      | Race 6                     | Occoneechee Speedway, Hillsborough, North Carolina               | Buck Baker      | Buck Baker        | Chevrolet   | 1     |         |
| 7       | 5 april      | Race 7                     | Champion Speedway, Fayetteville, North Carolina                  | Lee Petty       | Bob Welborn       | Chevrolet   | 2     |         |
| 8       | 10 april     | Race 8                     | Columbia Speedway, Columbia, South Carolina                      | Possum Jones    | Speedy Thompson   | Chevrolet   | 7     |         |
| 9       | 12 april     | Race 9                     | Piedmont Interstate Fairgrounds, Spartanburg, South Carolina     | Speedy Thompson | Speedy Thompson   | Chevrolet   | 1     |         |
| 10      | 13 april     | Race 10                    | Lakewood Speedway, Atlanta, Georgia                              | Joe Weatherly   | Curtis Turner     | Ford        | 2     |         |
| 11      | 18 april     | Race 11                    | Southern States Fairgrounds, Charlotte, North Carolina           | Curtis Turner   | Curtis Turner     | Ford        | 1     |         |
| 12      | 20 april     | Virginia 500               | Martinsville Speedway, Ridgeway, Virginia                        | Buck Baker      | Bob Welborn       | Chevrolet   | 2     | Rapport |
| 13      | 25 april     | Race 13                    | Old Dominion Speedway, Manassas, Virginia                        | Eddie Pagan     | Frankie Schneider | Chevrolet   | 4     |         |
| 14      | 27 april     | Race 14                    | Old Bridge Stadium, Old Bridge Township, New Jersey              | Jim Reed        | Jim Reed          | Ford        | 1     |         |
| 15      | 3 maj        | Race 15                    | Greenville-Pickens Speedway, Greenville, South Carolina          | Jack Smith      | Jack Smith        | Chevrolet   | 1     |         |
| 16      | 11 maj       | Race 16                    | Greensboro Fairgrounds, Greensboro, North Carolina               | Bob Welborn     | Bob Welborn       | Chevrolet   | 1     |         |
| 17      | 15 maj       | Race 17                    | Starkey Speedway, Roanoke, Virginia                              | Jim Reed        | Jim Reed          | Ford        | 1     |         |
| 18      | 18 maj       | Wilkes County 160          | North Wilkesboro Speedway, North Wilkesboro, North Carolina      | Jack Smith      | Junior Johnson    | Ford        | 3     | Rapport |
| 19      | 24 maj       | Race 19                    | Bowman Gray Stadium, Winston-Salem, North Carolina               | Rex White       | Bob Welborn       | Chevrolet   | 10    |         |
| 20      | 30 maj       | Northern 500               | Trenton Speedway, Trenton, New Jersey                            | Marvin Panch    | Fireball Roberts  | Chevrolet   | 17    | Rapport |
| 21      | 1 juni       | Crown America 500          | Riverside International Raceway, Riverside, Kalifornien          | Parnelli Jones  | Eddie Gray        | Ford        | 6     | Rapport |
| 22      | 5 juni       | Race 22                    | Columbia Speedway, Columbia, South Carolina                      | Buck Baker      | Junior Johnson    | Ford        | 6     |         |
| 23      | 12           | Race 23                    | New Bradford Speedway, Bradford, Pennsylvania                    | Bob Duell       | Junior Johnson    | Ford        | 6     |         |
| 24      | juni         | Race 24                    | Reading Fairgrounds, Reading, Pennsylvania                       | Speedy Thompson | Junior Johnson    | Ford        | 2     |         |
| 25      | 25 juni      | Race 25                    | Lincoln Speedway, Abbottstown, Pennsylvania                      | Ken Rush        | Lee Petty         | Oldsmobile  | 2     |         |
| 26      | 28 juni      | Buddy Shuman 250           | Hickory Motor Speedway, Hickory, North Carolina                  | Speedy Thompson | Lee Petty         | Oldsmobile  | 9     | Rapport |
| 27      | 29 juni      | Race 27                    | Asheville-Weaverville Speedway, Weaverville, North Carolina      | Rex White       | Rex White         | Chevrolet   | 1     |         |
| 28      | 4 juli       | Raleigh 250                | Raleigh Speedway, Raleigh, North Carolina                        | Cotton Owens    | Fireball Roberts  | Chevrolet   | 3     | Rapport |
| 29      | 12 juli      | Race 29                    | McCormick Field, Asheville, North Carolina                       | Jim Paschal     | Jim Paschal       | Chevrolet   | 1     |         |
| 30      | 16 juli      | Race 30                    | State Line Speedway, Busti, New York                             | Lee Petty       | Shorty Rollins    | Ford        | 3     |         |
| 31      | 18 juli      | Jim Mideon 500             | Canadian Exposition Stadium, Toronto, Kanada                     | Rex White       | Lee Petty         | Oldsmobile  | 3     | Rapport |
| 32      | 19 juli      | Race 32                    | Civic Stadium, Buffalo, New York                                 | Rex White       | Jim Reed          | Ford        | 3     |         |
| 33      | 25 juli      | Race 33                    | Monroe County Fairgrounds, Rochester, New York                   | Rex White       | Cotton Owens      | Pontiac     | 3     |         |
| 34      | 26 juli      | Race 34                    | Wall Stadium, Wall Township, New Jersey                          | Rex White       | Jim Reed          | Chevrolet   | 2     |         |
| 35      | 2 augusti    | Race 35                    | Bridgehampton Raceway, Bridgehampton, New York                   | Jack Smith      | Jack Smith        | Chevrolet   | 1     |         |
| 36      | 7 augusti    | Race 36                    | Columbia Speedway, Columbia, South Carolina                      | Speedy Thompson | Speedy Thompson   | Chevrolet   | 1     |         |
| 37      | 10 augusti   | Nashville 200              | Music City Motorplex, Nashville, Tennessee                       | Rex White       | Joe Weatherly     | Ford        | 8     | Rapport |
| 38      | 17 augusti   | Western North Carolina 500 | Asheville-Weaverville Speedway, Weaverville, North Carolina      | Jimmy Massey    | Fireball Roberts  | Chevrolet   | 2     | Rapport |
| 39      | 22 augusti   | Race 39                    | Bowman Gray Stadium, Winston-Salem, North Carolina               | George Dunn     | Lee Petty         | Oldsmobile  | 2     |         |
| 40      | 23 augusti   | Race 40                    | Rambi Raceway, Myrtle Beach, South Carolina                      | Speedy Thompson | Bob Welborn       | Chevrolet   | 8     |         |
| 41      | 1 september  | Southern 500               | Darlington Raceway, Darlington, South Carolina                   | Eddie Pagan     | Fireball Roberts  | Chevrolet   | 2     | Rapport |
| 42      | 5 september  | Race 42                    | Southern States Fairgrounds, Charlotte, North Carolina           | Lee Petty       | Buck Baker        | Chevrolet   | 7     |         |
| 43      | 7 september  | Race 43                    | Fairgrounds Raceway, Birmingham, Alabama                         | Cotton Owens    | Fireball Roberts  | Chevrolet   | 3     |         |
| 44      | 7 september  | Race 44                    | California State Fairgrounds Race Track, Sacramento, Kalifornien | Parnelli Jones  | Parnelli Jones    | Ford        | 1     |         |
| 45      | 12 september | Race 45                    | Gastonia Fairgrounds, Gastonia, North Carolina                   | Tiny Lund       | Buck Baker        | Chevrolet   | 2     |         |
| 46      | 14 september | Richmond 200               | Atlantic Rural Fairgrounds, Richmond, Virginia                   | Speedy Thompson | Speedy Thompson   | Chevrolet   | 1     | Rapport |
| 47      | 28 september | Race 47                    | Occoneechee Speedway, Hillsborough, North Carolina               | Tiny Lund       | Joe Eubanks       | Pontiac     | 7     |         |
| 48      | 5 oktober    | Race 48                    | Salisbury Speedway, Salisbury, North Carolina                    | Gober Sosebee   | Lee Petty         | Oldsmobile  | i.u.  |         |
| 49      | 12 oktober   | Old Dominion 500           | Martinsville Speedway, Ridgeway, Virginia                        | Glen Wood       | Fireball Roberts  | Chevrolet   | 4     | Rapport |
| 50      | 19 oktober   | Wilkes 160                 | North Wilkesboro Speedway, North Wilkesboro, North Carolina      | Glen Wood       | Junior Johnson    | Ford        | 2     | Rapport |
| 51      | 26 oktober   | Race 51                    | Lakewood Speedway, Atlanta, Georgia                              | Glen Wood       | Junior Johnson    | Ford        | 4     |         |
| Källor: |              |                            |                                                                  |                 |                   |             |       |         |

## Slutställning
| Plats   | Förare           | Starter | Vinster | Top 5 | Top 10 | Pole | Varv | Prispengar | Poäng | +\-   |
| ------- | ---------------- | ------- | ------- | ----- | ------ | ---- | ---- | ---------- | ----- | ----- |
| 1       | Lee Petty        | 50      | 7       | 28    | 43     | 4    | 532  | $26 565    | 12232 |       |
| 2       | Buck Baker       | 44      | 3       | 23    | 35     | 3    | 363  | $25 840    | 11588 | –644  |
| 3       | Speedy Thompson  | 37      | 4       | 18    | 23     | 7    | 291  | $15 215    | 8792  | –3440 |
| 4       | Shorty Rollins   | 29      | 1       | 12    | 22     | 0    | 98   | $13 398    | 8124  | –4108 |
| 5       | Jack Smith       | 39      | 2       | 15    | 21     | 4    | 380  | $12 633    | 7666  | –4566 |
| 6       | L.D. Austin      | 46      | 0       | 0     | 10     | 0    | 0    | $6 246     | 6972  | –5260 |
| 7       | Rex White        | 22      | 2       | 13    | 17     | 7    | 471  | $12 232    | 6552  | –5680 |
| 8       | Junior Johnson   | 27      | 6       | 12    | 16     | 0    | 315  | $13 808    | 6380  | –5852 |
| 9       | Eddie Pagan      | 27      | 0       | 11    | 18     | 2    | 57   | $7 472     | 4910  | –7322 |
| 10      | Jim Reed         | 17      | 4       | 10    | 12     | 2    | 692  | $9 644     | 4762  | –7470 |
| 11      | Fireball Roberts | 10      | 6       | 8     | 9      | 0    | 875  | $32 218    | 4420  | –7812 |
| 12      | Bobby Keck       | 30      | 0       | 0     | 7      | 0    | 0    | $4 458     | 4240  | –7992 |
| 13      | Herman Beam      | 20      | 0       | 0     | 1      | 0    | 0    | $2 598     | 4224  | –8008 |
| 14      | Tootle Estes     | 11      | 0       | 0     | 4      | 0    | 0    | $2 508     | 4048  | –8184 |
| 15      | Clarence DeZalia | 27      | 0       | 0     | 6      | 0    | 0    | $3 003     | 3448  | –8784 |
| Källor: |                  |         |         |       |        |      |      |            |       |       |

- Notering: Endast de femton främsta förarna redovisas.